# Budkovice (železniční zastávka)
Budkovice byly železniční zastávka v km 125,745 železniční tratě z Brna do Hrušovan nad Jevišovkou (v jízdním řádu pro cestující značené jako trať č. 244) mezi Budkovickým tunelem a stanici Moravský Krumlov. Zastávka se nacházela v lesním masivu Krumlovského lesa, 1,5 km jihovýchodně od Budkovic.

## Historie
V letech 1868–1870 byla společností c. k. privilegovaná Rakouská společnost státní dráhy (StEG) budována trať z Vídně přes Hrušovany nad Jevišovkou do Brna. Železniční zastávka Budkovice byla na jednokolejné trati zřízena v roce 1949 a zrušena v roce 2005.
Podle dobových fotografií byl na zastávce k dispozici plechový přístřešek a na svahu postavený strážní domek.